# Il bacio della donna ragno (romanzo)
Il bacio della donna ragno (El beso de la mujer araña) è un romanzo del 1976 dello scrittore argentino Manuel Puig.

## Storia editoriale
Puig cominciò a scrivere il romanzo nel 1974 come uno studio del personaggio di Molina, successivamente riadattato ed esteso in quello che diventerà il Bacio della donna ragno due anni più tardi. La tematica politica e omosessuale rese difficile e contestata la pubblicazione dell'opera, che fu data per la prima volta alle stampe in Spagna; in Argentina, patria dell'autore, il romanzo fu bandito e la sua pubblicazione fu permessa solo con il cambio di regime del 1983. Anche la traduzione del romanzo si rivelò problematica: Puig rifiutò diverse rese in inglese dell'opera perché non soddisfatto della traduzione dei monologhi interiori di Molina, mentre la tematica dell'omosessualità fu osteggiata in Francia e diverse scene furono eliminate per la prima edizione francese. Di maggior successo fu invece la prima edizione italiana, premiata dall'Istituto italo-latino americano nel 1981. Nel 2005, il romanzo contava traduzioni in ventisette lingue.

## Trama
In una prigione di Buenos Aires, due detenuti condividono una cella: Luis Molina, quarantenne omosessuale che sconta una condanna per "corruzione di minore", e Valentín Arregui, un giovane prigioniero politico di matrice socialista. Nonostante le notevoli differenze, i due si avvicinano nel corso della convivenza forzata: per vincere la noia delle lunghe nottate, Molina racconta a Valentín la trama di diversi film. In realtà, il direttore del carcere ha chiesto a Molina di carpire informazioni segrete a Valentín, in cambio di una riduzione di pena. Tra i due compagni di cella, però, si instaura un affetto sincero e intimo, che riesce a vincere l'iniziale durezza di Valentín. Poiché Molina non riesce a fornire rivelazioni utili, il direttore decide di scarcerarlo. Nel giorno del suo rilascio, Valentín lo convince a portare un messaggio ai suoi compagni rivoluzionari. Quando Molina cerca di mettersi in contatto con loro, la polizia politica lo ferma per strada: Molina resta ucciso in una sparatoria con i rivoluzionari. Il romanzo termina con un sogno di Valentín che, profondamente sedato dopo una sessione di tortura particolarmente brutale, immagina di confidarsi con la sua amata Marta.

## Personaggi principali
- Luis Molina, quarantenne omosessuale incarcerato per aver "corrotto" un minore. Innamorato del cameriere Gabriel e appassionato cinefilo, Molina racconta al suo compagno di cella la trama dei suoi film preferiti. Inizialmente ingaggiato per spiare Valentín, si innamora di lui.
- Valentín Arregui, giovane rivoluzionario di sinistra. Finisce per affezionarsi a Molina nonostante l'iniziale disprezzo per la sua omosessualità; i due condividono momenti di intima passione.
- Il direttore della prigione. Ordina a Molina di spiare Valentín per conto della polizia segreta.

## Adattamenti
Nel 1981 lo stesso Puig ha adattato Il bacio della donna ragno nell'omonima opera teatrale, esordita in Spagna nello stesso anno.
Nel 1985 Héctor Babenco ha diretto l'omonimo adattamento cinematografico del film con Raúl Juliá e William Hurt. Il film ottenne quattro candidature ai Premi Oscar, tra cui quello per il miglior film, mentre Hurt vinse la statuetta al miglior attore non protagonista.
Nel 1992 il romanzo fu riadattato nel musical Kiss of the Spider Woman, con libretto di Terrence McNally, colonna sonora di John Kander, testi di Fred Ebb e regia di Harold Prince. Il musical si rivelò un grande successo a Broadway, rimanendo in cartellone per oltre novecento rappresentazioni e vincendo sette Tony Award, tra cui miglior musical.
Nel 2025 il musical è stato riadattato per il grande schermo nel film omonimo diretto da Bill Condon.